# Cleoserrata bahiana
Cleoserrata bahiana är en paradisblomsterväxtart som beskrevs av Hugh Hellmut Iltis och Costa e Silva. Cleoserrata bahiana ingår i släktet Cleoserrata, och familjen paradisblomsterväxter. Inga underarter finns listade i Catalogue of Life.